# Orzeczenie imienne
Orzeczenie imienne, orzeczenie złożone – w składni jeden z rodzajów orzeczenia, złożony z łącznika będącego elementem czasownikowym, w zgodzie z podmiotem, i orzecznika (o charakterze imiennym).
Łącznik przeważnie jest osobową formą czasowników „być”, „zostać”, „stać się”, a orzecznik najczęściej rzeczownikiem, przymiotnikiem, przysłówkiem, imiesłowem, zaimkiem rzeczownym i przymiotnym, liczebnikiem – na przykład:
Jego poglądy stanowią zagadkę. (stanowią – łącznik, zagadkę – orzecznik rzeczownikowy)
Kiedyś będę sławny. (będę – łącznik, sławny – orzecznik przymiotnikowy)
To brzmi zaskakująco. (brzmi – łącznik, zaskakująco – orzecznik przysłówkowy)
On staje się irytujący. (staje się – łącznik, irytujące – orzecznik czynnoimiesłowowy)
Dzwonek okazał się zepsuty. (okazał się – łącznik, zepsuty – orzecznik biernoimiesłowowy)
Przez chwilę wydawał się tobą. (wydawał się – łącznik, tobą – orzecznik rzeczownozaimkowy)
Teraz już problem zrobił się twój/twoim. (zrobił się – łącznik, twój/twoim – orzecznik dzierżawczozaimkowy)
Po egzaminie końcowym zostało ich tylko pięciu. (zostało – łącznik, pięciu – orzecznik liczebnikowy)
Jego cień zdawał się poruszać. (zdawał się – łącznik, [się] poruszać – orzecznik bezokolicznikowy)
Wtedy wyglądała na zadowoloną. (wyglądała – łącznik, na zadowoloną – orzecznik będący wyrażeniem przyimkowym)